# كلاميدوموناس
الكلاميدوموناس أو بكتريا مغلفة أو السوطي الغمدي أو المتلحفة (Chlamydomonas) من الطحالب الخضراء وحيدة الخلية حيث يقل طوله عن 25 ميكرونا ذو خلية كمثرية الشكل أو بيضاوية الشكل ذات طرف أمامي مدبب يتصل به هدبان متساويان يتوسط الخلية نواة
وبه بلاستيدة خضراء (Chloroplast) كبيرة فنجانية الشكل بها مركز النشا وله بقعة عينية (Eyespot) تساعده على أن تتواجد في الأماكن المضيئة لتقوم بعملية البناء الضوئي أو الهروب من الضوء الشديد وفجوتان منقبضان.

## التكاثر
يتكاثر الطحلب بالتكاثر اللاجنسي (Asexual reproduction) وبالتكاثر الجنسي (Sexual reproduction)، كما أن الطحلب يتميز بوجود سوطين متساويين في الطول في الناحية الأمامية للخلية.

## التكاثر اللاجنسي
التكاثر اللاجنسي (Asexual reproduction):
يحدث هذا النوع من التكاثر في الظروف الجيدة، ويتكاثر لا جنسياً بالابواغ المتحركة (السابحة)، حيث تنقسم الخلية مكونة (2-8) أو ربما سته عشر من ابواغ متحركة ضمن الجدار السليلوزي للخلية الاصلية، ثم يتمزق الجدار الخلوي وتنطلق الأبواغ حرة ثم تنمو إلى خلايا خضرية سابحة في الماء.

## التكاثر الجنسي
التكاثر الجنسي (Sexual reproduction):
عندما تقل المواد الغذائية في الوسط بالطحلب، أو يقترب موعد جفاف المياه في الوسط الذي يعيش فيه، أو تتغير العوامل البيئية الخارجية، يستشعر الطحلب الخطر ويلتقي طحلبان رأساً لرأس أو جنباً لجنب، ويفقدان أهدابهما، ثم تندمج محتوياتهما الداخلية لتكون الزيجة ثنائي المجموعة الضبغية (2n) ذات جدار سميك مقاوم للعوامل البيئية الخارجية، وتظل هكذا إلى أن تتحسن الظروف البيئية الخارجية، فتبدأ اللاقحة في الانقسام عدة انقسامات متتالية، أولها انقسام اختزالي، لتكون وحدات طحلبية جديدة كل واحد منها أحادي المجموعة الصبغية (n) تتحرر إلى البيئة الجديدة، وتبدأ في التغذية والنمو والتكاثر بالتكاثر اللاجنسي الميتوزي (or mitosissexual reproductionِA) وهكذا يعيد الطحلب دورة حياته.
ويمكن تلخيص التكاثر الجنسي ومراحله بنقاط:
1. ينقسم الكلاميدوموناس الذي يكون احادي المجموعة الكروموسومية (1س) اعتياديا عده انقسامات متتالية ليكون (32-16) فرداً داخل الخلية الاصلية. وتكون الافراد الناتجه مشابهه للكلاميدوموناس الام ولكنها اصغر منه بكثير وتدعى بالامشاج المتشابهة (Isogametes)
2. -يتمزق الجدار الخلوي (جدار الخلية الام) وتتحر الامشاج المتشابهة (الافراد الناتجه من الانقسامات الاعتيادية) إلى الماء ومن ثم تتحد مع امشاج أخرى ناتجه من نفس الطريقة من خلية كلاميدوموناس من سلاله أخرى.
3. يتكون نتيجه اتحاد الامشاج الزيجة أو الزايكوت (Zygote) ثنائية المجموعة الكروموسومية (2س) وتكون رباعية الاسواط تسبح لفتره من الوقت في الماء ثم تفقد اسواطها وتحاط بجدار سيليلوزي سميك لكي تستطيع مقاومه الظروف البيئية غير الملائمه وتدعى عندها بالبوغ الزيجي (Zygospore)
4. يستعيد البوغ الزيجي نشاطه عند ملائمه الظروف البيئية ويعاني انقساما اختزالياً لتتكون اربعه ابواغ احادية المجموعة الكروموسومية (1س) 5-ينشق الجدار المحيط لتتحر الابواغ الاربعه الجديده المشابهة للخلية الأم فتنمو وتسللك سلوك الكائن البالغ في فعالياته الحيوية.